# 덕성초등학교 (충북)
덕성초등학교는 대한민국 충청북도 청주시 청원구 율량동에 있는 공립 초등학교이다.

## 학교 연혁
- 1949년 9월 1일 덕성공립국민학교 개교(설립인가 8월 31일)
  - 1학년 3학급(136명) 편성, 청주농업고등학교 가교사
- 1954년 2월 2일 율량동 현 위치로 이전
- 1981년 4월 1일 병설유치원 개원
- 1992년 3월 2일 율량국민학교 신설 분리
- 1994년 3월 1일 새터국민학교 신설 분리
- 1996년 3월 1일 덕성초등학교로 개칭
- 1998년 11월 20일 다목적 교실 준공
- 2003년 5월 16일 전, 후관 복도 연결공사 준공
- 2004년 3월 2일 병설유치원 → 덕성유치원으로 독립
- 2005년 3월 1일 사천초등학교 신설 분리
- 2022년 3월 1일 제26대 김상국 교장 부임
- 2023년 1월 10일 87명의 졸업생(69회, 22,893명)
- 2023년 3월 1일 19학급 편성(특수학급 2학급)
- 2024년 1월 5일 제70회 졸업식 (68명, 22,961명)
- 2024년 3월 1일 19학급 편성(특수학급 2학급)

## 참고 자료
- 덕성초등학교 - 한국교육학술정보원 학교알리미